# Simaethula violacea
Simaethula violacea là một loài nhện trong họ Salticidae.
Loài này thuộc chi Simaethula. Simaethula violacea được Ludwig Carl Christian Koch miêu tả năm 1879.